# Jesus Christ Gure Jaunaren Testamentu Berria

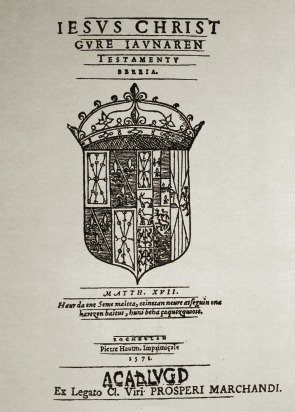
Le Nouveau Testament traduit en langue basque (1571)

Jesus Christ Gure Jaunaren Testamentu Berria, est une traduction en basque du Nouveau Testament (Itun Berria) réalisée par Joannes Leizarraga à l'initiative du synode de Pau tenu en 1564 par des calvinistes. Le livre fut publié par l'imprimerie de Pierre Hautin de La Rochelle, bastion des huguenots, en septembre 1571.
Son œuvre est écrite en labourdin, teintée de bas-navarrais et de souletin. Sans basque unifié, Joannes Leizarraga tenta de créer un langage littéraire.

## Histoire
Converti en 1560 au protestantisme, tout comme Jeanne d'Albret, reine de Navarre, et à la suite du premier synode national protestant qui s'est tenu à Paris en 1559,, Joannes Leizarraga est chargé par la reine de promouvoir la diffusion de la Réforme au sein de la population de langue basque.
Cette première édition comportait trois livres :
- Jesus Krist Gure Jaunaren Testamentu Berria, le Nouveau Testament ;
- Kalendrera, calendrier des festivités religieuses ;
- ABC edo Kristinoen instrukzionea, leçons rudimentaires pour l’apprentissage de la lecture et de la doctrine ou catéchisme chrétien.

D'après Luis Villasante, il est étonnant qu'un homme manquant ainsi de références écrites en langue normalisée et unifiée puisse écrire dans un langage aussi culte.

## Exemplaires
En 1850, Émile Guers signale dans sa biographie du pasteur bayonnais Henri Pyt que tous les exemplaires furent brulés lors de la révocation de l'édit de Nantes et qu'il n'en subsiste plus qu'un seul, propriété de la bibliothèque d'Oxford.
Si en 1907 Julien Vinson mentionne dans son Essai d’une bibliographie de la langue basque l'existence de 26 exemplaires, il n'y en a actuellement plus que douze de recensés:
8 conservés dans des bibliothèques publiques (dont celle de Bayonne), 3 dans des collections privées (dont Pampelune) et enfin un exemplaire acquis en 2008 pour la somme de 27.000 euros par l'Académie de la langue basque.